# Grafický designér

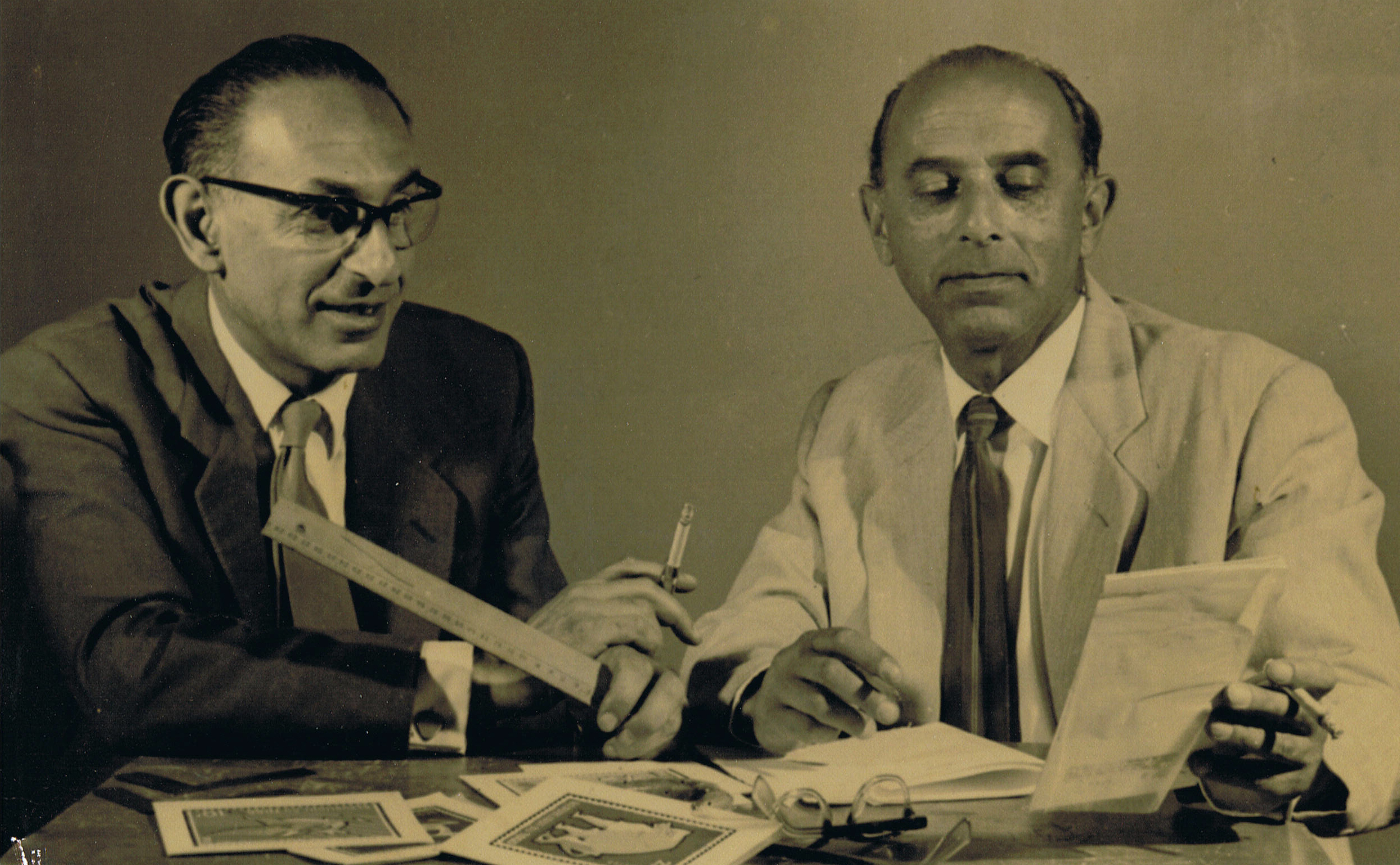
Maxim a Gabriel Shamirovi ve svém podniku Shamir Brothers Studio, 1970

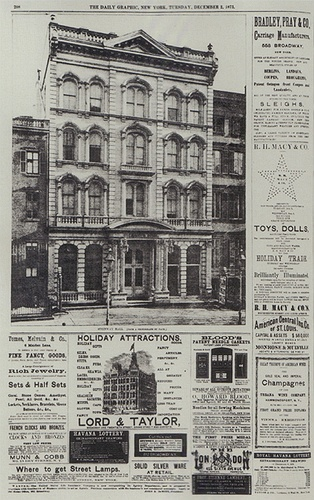
První fotografie vytištěná polotónovou technikou, 2. prosince, 1873

Grafický designér (někdy jen grafik) je člověk pracující v oboru grafický design. Obvykle se zabývá komponováním obrázků a textů. Grafický designér vytváří grafiku hlavně do publikací, ať už tištěných nebo elektronických. Bývá zodpovědný rovněž za typografii, ilustrace a webdesign. Výsledkem jeho práce mohou být brožury, letáky, plakáty, billboardy nebo jiné reklamní materiály. Cílem grafického designéra je prezentovat informace přístupně a esteticky.
Grafičtí designéři, jako i jiní výtvarní umělci, někdy vytvoří umělecké dílo jen z čisté inspirace pro svoje uspokojení i radost nebo pro svůj dobrý pocit či zábavu. Mnozí však pracují na zakázku pro klienty, kteří chtějí propagovat nebo publikovat nějaké téma, služby nebo produkt.